# SN 2005bf
SN 2005bf – supernowa typu Ib odkryta 5 kwietnia 2005 roku w galaktyce M+00-27-05. W momencie odkrycia miała maksymalną jasność 18,00m.